# Holnon
Holnon ist eine französische französische Gemeinde mit 1.350 Einwohnern (Stand: 1. Januar 2022) im Département Aisne in der Region Hauts-de-France; sie gehört zum Arrondissement Saint-Quentin und zum Kanton Saint-Quentin-1.

## Geografie
Holnon liegt etwa acht Kilometer westnordwestlich von Saint-Quentin. Nachbargemeinden von Holnon sind Maissemy im Norden, Gricourt im Nordosten, Francilly-Selency im Osten, Savy im Süden, Attilly im Westen sowie Vermand im Nordwesten. Durch die Gemeinde Holnon führt eine alte Römerstraße.

## Bevölkerungsentwicklung
| Jahr                       | 1962 | 1968 | 1975 | 1982 | 1990 | 1999 | 2006 | 2013 | 2022 |
| Einwohner                  | 409  | 414  | 1231 | 1216 | 1199 | 1334 | 1364 | 1404 | 1350 |
| Quellen: Cassini und INSEE |      |      |      |      |      |      |      |      |      |

## Sehenswürdigkeiten

Kirche Saint-Quentin

- Kirche Saint-Quentin
- Britischer Militärfriedhof
- Wasserturm

## Persönlichkeiten
- Benoît Delépine (* 1958), Regisseur, hier aufgewachsen